# Cratere Nanna
Nanna è un cratere sulla superficie di Ganimede.